# Kokkinopezoula
Der Kokkinopezoula (auch: Mitsero Mines Lake oder Mitsero Red Lake; griechisch Κοκκινόλιμνη Kokkinolimni) ist ein giftiger Säuresee im Dorf Mitsero auf Zypern, der für seine meist rote Farbe bekannt ist.
Der See liegt im Südwesten des Dorfes Mitsero im Bezirk Nikosia auf Zypern, etwa 28 Kilometer südwestlich der Hauptstadt Nikosia. Nordwestlich befindet sich der Ort Kato Moni und weiter südlich Agios Epifanios.

## Geschichte
1953 wurde in der Kokkinopezoula-Mitsero-Mine mit dem Kupferabbau begonnen, was für die umliegenden Dörfer Arbeitsplätze schaffte. Viele Bergleute jedoch zahlten dafür mit ihrem Leben, da die Arbeit in der Mine zu Silikose führte.
Nachdem die Mine 1966 aufgegeben worden war, entstand ein Krater, der sich in den Wintermonaten mit Wasser füllt und dessen Wasser durch den hohen Säuregehalt, Mineralien und Erze rot gefärbt wird. Nach Regenfällen lassen kleine Flüsse und Rinnsale den See orange bis gelblich erscheinen.
Im Jahr 2019 erlangte der See im Zuge einer bis dahin auf Zypern beispiellosen Mordserie internationale Bekanntheit. Ein 35-jähriger zyprischer Armeeangehöriger hatte fünf Frauen und zwei ihrer Töchter getötet. Dabei wurden die Leichen von drei der sieben Mordopfer in dem See entdeckt, darunter auch die Leiche eines Kindes, die in einem Koffer versenkt worden war. Wegen der giftigen Eigenschaften des Wassers konnten Taucher nur mit Spezialausrüstung den Seeboden absuchen.

## Umweltfolgen
Der niedrige pH-Wert führt zu einer lebensfeindlichen Umgebung, die die Ansiedlung von lebenden Organismen kaum zulässt. Mit dem Wasser in Kontakt zu kommen, kann zu Gesundheitsschäden führen. Säure und Schwermetalle verursachen erhebliche Umweltprobleme im Grundwasser, in Flüssen und für die Landwirtschaft.